# 魏森斯贝格
魏森斯贝格是德国巴伐利亚州的一个市镇。总面积7.84平方公里，总人口2679人，其中男性1374人，女性1305人（2011年12月31日），人口密度342人/平方公里。